# Saison 1 de Bob l'éponge
Chronologie
Saison 2
Cet article présente les épisodes de la première saison de la série d'animation télévisée américaine Bob l'éponge diffusée du 1er mai 1999 au 8 avril 2000 sur Nickelodeon.
En France, la première saison est diffusée en avant-première à partir du 14 septembre 2000  puis du 2 septembre 2001 au 23 février 2002 sur Télétoon+, le 1er juillet 2002 sur TF1, sur Canal J le 1er septembre 2003 puis rediffusée du 16 novembre 2005 au 30 novembre 2005 sur Nickelodeon France.

## Production

### Développement
Le show runners de cette saison est Stephen Hillenburg.

## Épisodes
| № | #   | Titre français / Titre original                             | Réalisation                                                                | Scénario                                                                     | Première diffusion | Première diffusion                                                                 | Audiences |
| --- | --- | ----------------------------------------------------------- | -------------------------------------------------------------------------- | ---------------------------------------------------------------------------- | ------------------ | ---------------------------------------------------------------------------------- | --------- |
| 1a | 1a  | Bienvenue à bord Help Wanted                                | Alan Smart                                                                 | Stephen Hillenburg, Derek Drymon et Tim Hill                                 | 1er mai 1999       | 14 septembre 2000 (Télétoon+) 1er juillet 2002 (TF1)16 novembre 2005 (Nickelodeon) | 6,90      |
| Bob l'éponge souhaite obtenir le poste de cuisinier au Crabe Croustillant, restaurant gastronomique de la ville sous-marine de Bikini Bottom. Seulement voilà : son voisin Carlo qui travaille dans le même restaurant ne souhaite pas que Bob l'éponge y soit embauché. Il réussit à convaincre son patron Eugène H. Krabs de ne pas l'embaucher. Celui-ci met au défi Bob de lui trouver une spatule hydrodynamique couleur blanc cassé avec un moteur incorporé et des gadgets sur les côtés. S'il réussit, il pourra travailler dans le restaurant. Sans perdre une minute le jeune héros se met tout de suite à la recherche d'une des spatules en question. Alors que Carlo et le Capitaine Krabs se réjouissent du plan qu'ils ont fait, plusieurs bus remplis d'anchois assaillent le restaurant en quête de nourriture. Alors que les deux protagonistes croient leur dernière heure arrivée, Bob fait son entrée avec la spatule en question et se met à faire des hamburgers pour tous les anchois qui repartent rassasiés. Le Capitaine Krabs, obligé d'admettre sa défaite, offre le poste pour le grand plaisir de Bob et au grand regret de Carlo. |     |                                                             |                                                                            |                                                                              |                    |                                                                                    |           |
| 1b | 1b  | Le Grand Nettoyage Reef Blower                              | Fred Miller et Tom Yasumi                                                  | Stephen Hillenburg, Derek Drymon et Tim Hill                                 | 1er mai 1999       | 2 septembre 2001 (Télétoon+) 1er juillet 2002 (TF1)16 novembre 2005 (Nickelodeon)  | 6,90      |
| Carlo le Calamar trouve un coquillage devant sa porte. Comme il voit qu'il n'y a personne, il ne se gêne donc pas pour l'envoyer dans le jardin de Bob l'éponge. Ce dernier qui s'en aperçoit du haut de sa fenêtre descend tout de suite pour le faire sortir à l'aide d'une machine, mais enchaîne catastrophe sur catastrophe. Carlo peut dire adieu à sa journée calme au soleil. |     |                                                             |                                                                            |                                                                              |                    |                                                                                    |           |
| 1c | 1c  | Asphyxies en chaîne Tea at the Treedome                     | Edgar Larrazabal (première diffusion); Tom Yasumi (diffusions ultérieures) | Peter Burns, Doug Lawrence et Paul Tibbitt                                   | 1er mai 1999       | 2 septembre 2001 (Télétoon+) 1er juillet 2002 (TF1)16 novembre 2005 (Nickelodeon)  | 6,90      |
| Alors qu'il pêche des méduses dans un champ, Bob découvre une étrange créature attaquée pas un coquillage. Après l'avoir aidée à s'en débarrasser, la créature, qui est en fait un écureuil muni d'un scaphandre pour respirer sous l'eau et qui s'appelle Sandy, l'invite à prendre le thé dans sa maison le lendemain. Mais Bob ne sait pas que Sandy habite un dôme hermétique à l'eau et qu'il ne pourra pas respirer. Il se rend donc en compagnie de Patrick chez Sandy. |     |                                                             |                                                                            |                                                                              |                    |                                                                                    |           |
| 2a | 2a  | Sculptures sur bulles BubbleStand                           | Tom Yasumi                                                                 | Ennio Torresan Jr., Erik Wiese, Stephen Hillenburg, Derek Drymon et Tim Hill | 17 juillet 1999    | 9 septembre 2001 (Télétoon+)23 novembre 2005 (Nickelodeon)                         | 1,90      |
| Bob l'éponge décide d'ouvrir un stand de bulles de savon devant chez lui malgré les protestations de Carlo qui pense que personne ne voudra payer pour souffler des bulles. Bob est très vite rejoint par son ami Patrick. Mais ils ne tardent pas à provoquer un vacarme qui fait sortir Carlo de chez lui et après les avoir renvoyés chez eux, il succombe à la tentation et souffle une bulle. |     |                                                             |                                                                            |                                                                              |                    |                                                                                    |           |
| 2b | 2b  | Un nouveau comique Ripped Pants                             | Edgar Larrazabal                                                           | Paul Tibbitt et Peter Burns                                                  | 17 juillet 1999    | 9 septembre 2001 (Télétoon+)23 novembre 2005 (Nickelodeon)                         | 1,90      |
| Bob l'éponge et Sandy sont à la plage. Larry le homard leur propose de venir soulever des haltères. Mais Bob déchire accidentellement son pantalon en se baissant et provoque les rires de la foule. Content d'amuser tous les poissons de la plage, Bob recommence toute la journée, ce qui finit par lasser tout le monde et il se retrouve tout seul. |     |                                                             |                                                                            |                                                                              |                    |                                                                                    |           |
| 3a | 3a  | La Pêche à la méduse Jellyfishing                           | Alan Smart                                                                 | Steve Fonti, Chris Mitchell, Peter Burns et Tim Hill                         | 31 juillet 1999    | 16 septembre 2001 (Télétoon+)30 novembre 2005 (Nickelodeon)                        | -         |
| Bob et Patrick décident d'aller pêcher la méduse. En chemin ils rencontrent Carlo qui refuse d'aller pêcher avec eux. Mais le calamar qui part à bicyclette tombe justement sur une de ces méduses qui l'attaque et tombe dans un ravin. Devenu momentanément handicapé, Bob et Patrick souhaitent lui faire plaisir et l'emmènent pêcher la méduse, ce qui va provoquer plus de dégâts que ce qu'ils pensent. - Note : Bob l'éponge et Patrick chantent l'air du Beau Danube pendant qu'ils pêchent les méduses. |     |                                                             |                                                                            |                                                                              |                    |                                                                                    |           |
| 3b | 3b  | La Faim du Plancton Plankton!                               | Edgar Larrazabal                                                           | Ennio Torresan Jr., Erik Wiese et Doug Lawrence                              | 31 juillet 1999    | 16 septembre 2001 (Télétoon+)30 novembre 2005 (Nickelodeon)                        | -         |
| Alors qu'il est en train de préparer des pâtés de crabe, l'attention de Bob l'éponge est attirée par un steak de crabe qui bouge et qui s'enfuit précipitamment de la cuisine. Il découvre très vite qu'un petit plancton est caché dessous. M. Krabs, après l'avoir jeté hors du restaurant explique à Bob que Plankton est son pire ennemi depuis longtemps car il cherche à se procurer la recette secrète du pâté de crabe. |     |                                                             |                                                                            |                                                                              |                    |                                                                                    |           |
| 4a | 4a  | La Zizanie Naughty Nautical Neighbors                       | Fred Miller                                                                | Sherm Cohen, Aaron Springer et Doug Lawrence                                 | 7 août 1999        | 23 septembre 2001 (Télétoon+)19 novembre 2005 (Nickelodeon)                        | 2,07      |
| Carlo le calamar, agacé d'entendre Bob et Patrick parler sous sa fenêtre décide de provoquer une discorde pour leur faire croire qu'ils ne sont plus du tout amis l'un envers l'autre. |     |                                                             |                                                                            |                                                                              |                    |                                                                                    |           |
| 4b | 4b  | Le Permis de conduire Boating School                        | Tom Yasumi                                                                 | Ennio Torresan Jr., Erik Wiese et Doug Lawrence                              | 7 août 1999        | 23 septembre 2001 (Télétoon+)19 novembre 2005 (Nickelodeon)                        | 2,07      |
| Bob doit aller à l'école de navigation car il a encore échoué à son test de conduite. Le soir après avoir encore une fois échoué, il explique à Patrick qu'il n'arrive pas à avoir son permis, et Patrick décide de donner secrètement des instructions à Bob lors du test par talkie-walkie. Bob portera un chapeau de cow-boy sur la tête pour cacher l'antenne du talkie-walkie. Le lendemain, Bob réussit presque jusqu'à la fin son test, mais se sentant coupable, finit par révéler qu'il est un tricheur. |     |                                                             |                                                                            |                                                                              |                    |                                                                                    |           |
| 5a | 5a  | Les Livreurs de pizza Pizza Delivery                        | Sean Dempsey                                                               | Sherm Cohen, Aaron Springer et Peter Burns                                   | 14 août 1999       | 30 septembre 2001 (Télétoon+)19 novembre 2005 (Nickelodeon)                        | -         |
| Bob l'éponge et Carlo partent pour livrer la toute première pizza du Crabe Croustillant. Malheureusement Carlo laisse le volant de la voiture à Bob qui panique et les envoie au milieu de nulle part. |     |                                                             |                                                                            |                                                                              |                    |                                                                                    |           |
| 5b | 5b  | On a mangé ma maison Home Sweet Pineapple                   | Tom Yasumi                                                                 | Ennio Torresan Jr., Erik Wiese et Doug Lawrence                              | 14 août 1999       | 30 septembre 2001 (Télétoon+)19 novembre 2005 (Nickelodeon)                        | -         |
| Une bande de vers affamés qui détruit tout sur son passage avale la maison de Bob. Celui-ci doit donc se débrouiller pour trouver une nouvelle maison s'il ne veut pas retourner vivre chez ses parents. |     |                                                             |                                                                            |                                                                              |                    |                                                                                    |           |
| 6a | 6a  | Les Vieux Super Héros Mermaid Man and Barnacle Boy          | Sean Dempsey                                                               | Paul Tibbitt, Mark O'Hare et Doug Lawrence                                   | 21 août 1999       | 7 octobre 2001 (Télétoon+)19 novembre 2005 (Nickelodeon)                           | 2,17      |
| Bob et Patrick l'étoile de mer apprennent que leurs deux super-héros favoris : l'Homme-Sirène et le Bernard l'ermite vivent dans la maison de retraite de Bikini Bottom. Mais les deux retraités n'ont guère envie de divertir leurs deux fans. - Invités : Ernest Borgnine (L'Homme-Sirène) et Tim Conway (Bernard l'ermite) |     |                                                             |                                                                            |                                                                              |                    |                                                                                    |           |
| 6b | 6b  | Le Cornichon manquant Pickles                               | Tom Yasumi                                                                 | Steve Fonti, Chris Mitchell et Peter Burns                                   | 21 août 1999       | 7 octobre 2001 (Télétoon+)19 novembre 2005 (Nickelodeon)                           | 2,17      |
| Boule-de-gras, un ennemi de Bob visite le Crabe Croustillant et commande un pâté de crabe. Bob le sert mais Boule-de-gras lui fait remarquer qu'il a oublié de mettre les cornichons. Désespéré, Bob ne sait plus où donner de la tête et oublie tout ce qu'il savait faire dans sa vie quotidienne. Mais M. Krabs est bien décidé à reprendre son meilleur cuisinier. |     |                                                             |                                                                            |                                                                              |                    |                                                                                    |           |
| 7a | 7a  | La Jeune Recrue Hall Monitor                                | Edgar Larrazabal                                                           | Chuck Klein, Jay Lender et Doug Lawrence                                     | 28 août 1999       | 14 octobre 2001 (Télétoon+)16 novembre 2005 (Nickelodeon)                          | 2,12      |
| Madame Puff est contrainte de nommer Bob l'éponge, nouveau surveillant de circuit. Mais Bob qui se prend très vite au jeu finit par semer la pagaille dans Bikini Bottom. |     |                                                             |                                                                            |                                                                              |                    |                                                                                    |           |
| 7b | 7b  | Les Envahisseurs Jellyfish Jam                              | Fred Miller                                                                | Ennio Torresan Jr., Erik Wiese et Peter Burns                                | 28 août 1999       | 14 octobre 2001 (Télétoon+)16 novembre 2005 (Nickelodeon)                          | 2,12      |
| Bob est suivi par une méduse. Il décide de la ramener chez lui. Les deux nouveaux amis s'amusent comme des fous. Seulement lorsque Bob va aller se coucher son ami la méduse décide de ramener toutes ses frères et sœurs dans sa maison. |     |                                                             |                                                                            |                                                                              |                    |                                                                                    |           |
| 8a | 8a  | La Fusée Sandy's Rocket                                     | Tom Yasumi                                                                 | Sherm Cohen, Aaron Springer et Peter Burns                                   | 4 septembre 1999   | 21 octobre 2001 (Télétoon+)17 novembre 2005 (Nickelodeon)                          | 1,89      |
| Sandy s'apprête à partir sur la lune avec sa fusée. Seulement Bob la supplie de vouloir bien l'emmener, elle accepte. Patrick met en garde Bob contre les extraterrestres potentiels. Ils veulent asperger la fusée d'anti-martien. Seulement leur curiosité étant sans limite, ils rentrent dans la fusée et touchent à tout. Ils font décoller la fusée qui s'envole jusqu'à la Lune avant de retomber dans l'océan à Bikini Bottom. Les deux amis qui s'amusent ne s'en sont pas rendu compte et sont persuadés d'être sur la lune et que les habitants de la ville sont en fait des Martiens. |     |                                                             |                                                                            |                                                                              |                    |                                                                                    |           |
| 8b | 8b  | Un bruit insupportable Squeaky Boots                        | Fred Miller                                                                | Steve Fonti, Chris Mitchell et Doug Lawrence                                 | 4 septembre 1999   | 21 octobre 2001 (Télétoon+)17 novembre 2005 (Nickelodeon)                          | 1,89      |
| Le Capitaine Krabs offre pour l'anniversaire de sa fille Pearl une paire de bottes qui ne sont pas du tout au goût de sa princesse. Bien décidé à s'en débarrasser, il les troque à Bob l'éponge contre plusieurs services au restaurant. Malheureusement elles vont vite devenir un cauchemar pour le capitaine qui ne va cesser d'entendre le grincement insupportable qu'elles produisent toute la journée. Il va donc essayer de s'en débarrasser. - Note : La scène où M. Krabs confesse qu'il a caché les bottes sous les lattes du plancher est une parodie de la nouvelle Le Cœur révélateur d'Edgar Allan Poe. |     |                                                             |                                                                            |                                                                              |                    |                                                                                    |           |
| 9a | 9a  | L'Appel de la Nature Nature Pants                           | Sean Dempsey                                                               | Paul Tibbitt, Mark O'Hare et Peter Burns                                     | 18 septembre 1999  | 28 octobre 2001 (Télétoon+)18 novembre 2005 (Nickelodeon)                          | -         |
| Bob est lassé de son travail de cuisinier au Crabe Croustillant. Il rêve de partir vivre dans les champs de méduse avec celles-ci. Alors il abandonne tout : son travail, ses amis, sa maison. Seulement il va vite se rendre compte que la vie de méduse ne convient pas à une éponge... |     |                                                             |                                                                            |                                                                              |                    |                                                                                    |           |
| 9b | 9b  | Le Jour des contraires Opposite Day                         | Tom Yasumi                                                                 | Chuck Klein, Jay Lender et Doug Lawrence                                     | 18 septembre 1999  | 28 octobre 2001 (Télétoon+)18 novembre 2005 (Nickelodeon)                          | -         |
| Carlo est bien décidé à quitter son quartier et ses voisins encombrants une bonne fois pour toutes. Pour cela, il fait appel à une agente immobilière qui lui fait part de sa difficulté à vendre certaines maisons à cause de voisins trop présents. Carlo va alors faire croire à Bob l'éponge que ce jour est le jour des contraires et qu'il doit faire tout le contraire de ce qu'il fait d'habitude : être silencieux et calme. Bob enthousiaste va alors partager sa journée des contraires avec Patrick. Mais les choses ne vont pas exactement se dérouler comme Carlo l'espérait. |     |                                                             |                                                                            |                                                                              |                    |                                                                                    |           |
| 10a | 10a | Le Gala Culture Shock                                       | Edgar Larrazabal                                                           | Paul Tibbitt, Mark O'Hare et Doug Lawrence                                   | 25 septembre 1999  | 4 novembre 2001 (Télétoon+)21 novembre 2005 (Nickelodeon)                          | -         |
| Pas un seul client en vue depuis longtemps au Crabe Croustillant. Pour attirer du monde au restaurant le capitaine, sur une idée de Carlo, organise un grand gala de spectacles assez minables. Heureusement Bob l'éponge est là pour sauver l'affaire. |     |                                                             |                                                                            |                                                                              |                    |                                                                                    |           |
| 10b | 10b | Le Blues de Plancton F.U.N.                                 | Fred Miller                                                                | Sherm Cohen, Aaron Springer et Peter Burns                                   | 25 septembre 1999  | 4 novembre 2001 (Télétoon+)21 novembre 2005 (Nickelodeon)                          | -         |
| Le machiavélique Plankton vient d'essuyer une nouvelle défaite dans sa tentative pour trouver la recette du pâté de crabe. Bob prend pour pitié le pauvre être et décide de lui apprendre à devenir heureux et gentil. Une amitié se crée entre les deux personnages. Seulement le Capitaine Krabs affirme à Bob que Plankton se rapproche de lui pour s'emparer de la recette. |     |                                                             |                                                                            |                                                                              |                    |                                                                                    |           |
| 11a | 11a | Les Bras gonflables MuscleBob BuffPants                     | Edgar Larrazabal                                                           | Ennio Torresan Jr., Erik Wiese et Doug Lawrence                              | 2 octobre 1999     | 11 novembre 2001 (Télétoon+)22 novembre 2005 (Nickelodeon)                         | -         |
| Bob voudrait bien avoir des muscles. Sandy l'écureuil lui fait alors passer un programme de musculation bien trop difficile pour lui. Il abandonne mais tombe sur une publicité à la télé sur des bras gonflables. Bob sort alors vanter ses nouveaux bras devant tout le monde. Jusqu'au moment où Sandy lui propose de participer au concours de lancer d'ancre. Un rendez-vous qui va mettre en lumière certains mensonges. |     |                                                             |                                                                            |                                                                              |                    |                                                                                    |           |
| 11b | 11b | Le Fantôme de Carlo Squidward the Unfriendly Ghost          | Fred Miller                                                                | Sherm Cohen, Aaron Springer et Peter Burns                                   | 2 octobre 1999     | 11 novembre 2001 (Télétoon+)22 novembre 2005 (Nickelodeon)                         | -         |
| Carlo vient de terminer une statue à son effigie. Pendant qu'il est en train de se doucher, Bob et Patrick jouent dehors avec un coquillage et l'envoient un peu trop fort jusque dans la maison du calamar. Il s'abat sur la statue. Bob et Patrick s'imaginent alors qu'ils ont tué Carlo avec le coquillage, jusqu'à ce que ce dernier sorte de la salle de bain habillé d'un grand peignoir blanc, le visage recouvert de talc. Les deux amis prennent Carlo pour un fantôme et celui-ci va profiter de leur naïveté. - Note : Lorsque Bob et Patrick portent Carlo sur son lit, ils passent alors devant une version subaquatique de La Troupe de Mlle Églantine, une peinture de Henri de Toulouse-Lautrec. Ce à quoi Carlo répond dans la version originale « Too loose, Lautrec », jeu de mots qui a été remplacé dans la version française par un simple « trop de fanfreluches ». |     |                                                             |                                                                            |                                                                              |                    |                                                                                    |           |
| 12a | 12a | Le Chaperon The Chaperone                                   | Sean Dempsey                                                               | Sherm Cohen, Aaron Springer et Peter Burns                                   | 8 mars 2000        | 18 novembre 2001 (Télétoon+)23 novembre 2005 (Nickelodeon)                         | -         |
| La pauvre Pearl, n'a plus personne pour l'accompagner à la fête du lycée. Son père, le capitaine, lui suggère alors d'y aller avec Bob l'éponge. Faute de choix, elle doit accepter. Mais Bob voulant trop en faire pour être gentil finit par transformer la soirée en une catastrophe. |     |                                                             |                                                                            |                                                                              |                    |                                                                                    |           |
| 12b | 12b | L'Employé du mois Employee of the Month                     | Sean Dempsey                                                               | Paul Tibbitt et Doug Lawrence                                                | 8 mars 2000        | 18 novembre 2001 (Télétoon+)23 novembre 2005 (Nickelodeon)                         | -         |
| Bob l'éponge est en course pour devenir le meilleur employé du mois du Crabe Croustillant, titre qu'il a gagné maintes fois auparavant, seulement cette fois ci Carlo ne compte pas le laisser gagner ! |     |                                                             |                                                                            |                                                                              |                    |                                                                                    |           |
| 13a | 13a | Une peur incontrôlable Scaredy Pants                        | Sean Dempsey                                                               | Paul Tibbitt et Peter Burns                                                  | 28 octobre 1999    | 25 novembre 2001 (Télétoon+)24 novembre 2005 (Nickelodeon)                         | -         |
| C'est la soirée d'Halloween à Bikini Bottom et tout le monde s'est déguisé pour l'occasion, tous sauf Bob qui déteste par-dessus tout cette fête car comme il est peureux tout le monde se moque de lui. Mais Patrick va lui faire reprendre confiance en lui et va le déguiser en Hollandais volant, le terrible fantôme. Tout se passe bien jusqu'à ce que le vrai Hollandais volant arrive. |     |                                                             |                                                                            |                                                                              |                    |                                                                                    |           |
| 13b | 13b | Un escargot affamé I Was a Teen-age Gary                    | Edgar Larrazabal                                                           | Steve Fonti, Chris Mitchell et Doug Lawrence                                 | 28 octobre 1999    | 25 novembre 2001 (Télétoon+)24 novembre 2005 (Nickelodeon)                         | -         |
| Bob l'éponge et Patrick partent pour le weekend avec un groupe de pêcheurs de méduses. Bob demande alors à Carlo de garder Gary son escargot de compagnie. Carlo accepte afin que les deux amis partent et qu'il puisse profiter d'un weekend enfin seul. Seulement, une fois les trois jours terminés, il se rend compte qu'il a oublié de s'occuper de Gary, qui n'a rien eu à manger. Bob rentre et appelle un vétérinaire qui lui donne une seringue à injecter à son escargot. Bob l'éponge trop sensible pour piquer son escargot avec la seringue la confie à Carlo pour qu'il le fasse, seulement Bob a peur que l'aiguille fasse mal à Gary et le pousse tout le temps quand Carlo veut le piquer. Il finit par accidentellement enfoncer la seringue sur l'éponge, une grave erreur. |     |                                                             |                                                                            |                                                                              |                    |                                                                                    |           |
| 14a | 14a | Voyage dans le temps SB-129                                 | Tom Yasumi                                                                 | Aaron Springer, Erik Wiese et Doug Lawrence                                  | 31 décembre 1999   | 1er décembre 2001 (Télétoon+)25 novembre 2005 (Nickelodeon)                        | -         |
| Carlo voudrait bien pouvoir jouer de la clarinette seul mais c'est impossible avec Bob et Patrick. Il trouve alors refuge dans le congélateur du Crabe Croustillant mais se retrouve enfermé à l'intérieur. Il en ressort alors 2000 ans plus tard ! Plusieurs Bob sont là pour l'accueillir, il leur explique alors qu'il ne vient pas de ce monde fait de chrome et luisant mais d'un passé lointain. Un Bob lui propose alors de monter dans la machine à remonter le temps. Carlo n'a pas envie de retourner au XXIe siècle pour revoir Bob et Patrick. Il décide de retourner carrément dans le passé. À la préhistoire ! Il rencontre alors Bob et Patrick en personnages préhistoriques terrifiés par une petite méduse. Carlo confectionne alors un filet à méduse et le leur donne. Il vient d'inventer la pêche à la méduse. Il part jouer de la clarinette mais joue tellement mal qu'il met en colère Bob et Patrick. Carlo rentre dans la machine à remonter le temps mais casse la manette et dérègle tout. La machine s'emballe et le projette alors dans le néant, seul ! - Notes : Lorsque Carlo est dans le futur, on peut apercevoir un calendrier affirmant qu'il est le 6 mars 4017. - Cet épisode a été diffusé le 31 décembre 1999, donc avant le passage à l'an 2000. Sans doute un clin d'œil concernant les rumeurs autour de cette année. |     |                                                             |                                                                            |                                                                              |                    |                                                                                    |           |
| 14b | 14b | Fous de karaté Karate Choppers                              | Tom Yasumi                                                                 | Aaron Springer, Erik Wiese et Merriwether Williams                           | 31 décembre 1999   | 1er décembre 2001 (Télétoon+)25 novembre 2005 (Nickelodeon)                        | -         |
| Bob et Sandy s'entraînent à faire du karaté toute la journée. Tellement que cette activité devient omniprésente dans leurs vies. Bob l'éponge fait mal son travail au Crabe Croustillant. Le Capitaine Krabs lui lance alors un ultimatum. Il doit arrêter de faire du karaté pour continuer son travail qu'il aime tant. |     |                                                             |                                                                            |                                                                              |                    |                                                                                    |           |
| 15a | 15a | Rêver sans y être invité Sleepy Time                        | Edgar Larrazabal                                                           | Paul Tibbitt, Ennio Torresan Jr. et Doug Lawrence                            | 17 janvier 2000    | 8 décembre 2001 (Télétoon+)28 novembre 2005 (Nickelodeon)                          | 2,00      |
| C'est la nuit et Bob va se coucher. Mais son esprit rêveur va se révéler un peu trop curieux en sortant de son propre rêve et en allant voir dans ceux de Gary, Patrick, Carlo, Sandy, Pearl, M. Krabs et Plankton. |     |                                                             |                                                                            |                                                                              |                    |                                                                                    |           |
| 15b | 15b | Docteur Patrick Suds                                        | Edgar Larrazabal                                                           | Paul Tibbitt, Ennio Torresan Jr. et Doug Lawrence                            | 17 janvier 2000    | 8 décembre 2001 (Télétoon+)28 novembre 2005 (Nickelodeon)                          | 2,00      |
| Bob l'éponge a laissé son frigo ouvert toute la nuit ce qui a refroidi sa maison et il est tombé malade. Sandy doit l'amener chez le docteur mais Patrick le met en garde en lui affirmant qu'ils font subir des tortures à leurs patients. Il se proclame alors docteur et tente de guérir Bob. |     |                                                             |                                                                            |                                                                              |                    |                                                                                    |           |
| 16a | 16a | La Saint-Valentin Valentine's Day                           | Fred Miller                                                                | Chuck Klein, Jay Lender et Merriwether Williams                              | 14 février 2000    | 15 décembre 2001 (Télétoon+)29 novembre 2005 (Nickelodeon)                         | -         |
| C'est la Saint-Valentin et Bob distribue des cœurs à tout le monde. Il en a prévu un gros spécial tout en chocolat pour Patrick et a élaboré un plan. Lorsqu'il sera à la fête foraine avec son ami en haut de la grande roue, Sandy arrivera à la manière d'une montgolfière sur le gros cœur en chocolat. Mais en route le cœur est attaqué par des coquilles Saint-Jacques, et Bob ne sait plus quoi faire pour faire patienter Patrick qui attend sa surprise. |     |                                                             |                                                                            |                                                                              |                    |                                                                                    |           |
| 16b | 16b | Le Papier The Paper                                         | Fred Miller                                                                | Chuck Klein, Jay Lender et Doug Lawrence                                     | 14 février 2000    | 15 décembre 2001 (Télétoon+)29 novembre 2005 (Nickelodeon)                         | -         |
| Carlo jette un papier de bonbon par terre, Bob essaye alors de le convaincre de le reprendre en lui affirmant qu'on peut faire des tonnes de choses avec un bout de papier. Carlo est sûr que non. Bob s'amuse alors comme un fou et trouve milles façons d'utiliser le papier, Carlo regrette alors de ne pas l'avoir gardé et voudrait bien le récupérer. |     |                                                             |                                                                            |                                                                              |                    |                                                                                    |           |
| 17a | 17a | La Passion du jeu Arrgh!                                    | Sean Dempsey                                                               | Sherm Cohen, Vincent Waller et Merriwether Williams                          | 15 mars 2000       | 2 février 2002 (Télétoon+)16 novembre 2005 (Nickelodeon)                           | 2,10      |
| Bob et Patrick jouent à un jeu de société : le but du jeu est de retrouver le trésor du Hollandais volant. M. Krabs se met à jouer avec eux et se prend de passion pour cette aventure. Le lendemain il décide alors de partir réellement à la recherche du trésor avec Bob et Patrick. |     |                                                             |                                                                            |                                                                              |                    |                                                                                    |           |
| 17b | 17b | Les Bus farceurs Rock Bottom                                | Tom Yasumi                                                                 | Paul Tibbitt, Ennio Torresan Jr. et David Fain                               | 15 mars 2000       | 2 février 2002 (Télétoon+)16 novembre 2005 (Nickelodeon)                           | 2,10      |
| Bob et Patrick reviennent de la fête foraine et montent dans un bus qui les emmène un peu trop loin de chez eux, dans la ville bien étrange de Rock Bottom. |     |                                                             |                                                                            |                                                                              |                    |                                                                                    |           |
| 18a | 18a | Le Mal du pays Texas                                        | Sean Dempsey                                                               | Sherm Cohen, Vincent Waller et David Fain                                    | 22 mars 2000       | 9 février 2002 (Télétoon+)17 novembre 2005 (Nickelodeon)                           | -         |
| Sandy a le mal du pays. Elle voudrait revoir son pays d'origine, le Texas. Elle décide alors de retourner y habiter. Bob et Patrick font tout pour la convaincre de rester. |     |                                                             |                                                                            |                                                                              |                    |                                                                                    |           |
| 18b | 18b | Petit, mais costaud Walking Small                           | Sean Dempsey                                                               | Aaron Springer, Erik Wiese et Doug Lawrence                                  | 22 mars 2000       | 9 février 2002 (Télétoon+)17 novembre 2005 (Nickelodeon)                           | -         |
| Plankton veut construire un nouveau grand restaurant sur le site de la plage de Bikini Bottom. Mais il ne peut pas faire partir tous les poissons installés au soleil, il est trop petit, pas assez imposant. Par chance Bob passe par là et Plankton décide de le manipuler pour faire partir tous les gens. |     |                                                             |                                                                            |                                                                              |                    |                                                                                    |           |
| 19a | 19a | Poisson d'avril Fools in April                              | Fred Miller                                                                | Aaron Springer, Erik Wiese et Merriwether Williams                           | 1er avril 2000     | 16 février 2002 (Télétoon+)18 novembre 2005 (Nickelodeon)                          | -         |
| Comme chaque année au 1er avril, Bob l'éponge prend plaisir à faire des farces parfois assez stupides qui ne sont pas vraiment du goût de Carlo. Ce dernier décide alors de lui faire une méchante blague et élabore un plan dans le Crabe Croustillant pour piéger Bob, qui va être enfariné, mis dans un sac et malmené. Mais la blague ne fait pas du tout rire Bob l'éponge qui s'enfuit chez lui. Carlo se retrouve alors devant une tâche bien trop difficile pour lui : lui demander pardon. |     |                                                             |                                                                            |                                                                              |                    |                                                                                    |           |
| 19b | 19b | La Spatule de Neptune Neptune's Spatula                     | Fred Miller                                                                | Chuck Klein, Jay Lender et David Fain                                        | 1er avril 2000     | 16 février 2002 (Télétoon+)18 novembre 2005 (Nickelodeon)                          | -         |
| Bob et Patrick visitent un musée sur la gastronomie. Ils passent alors devant la spatule dorée, une spatule planté dans un rocher de graisse que personne n'a jamais réussi à sortir. Celui qui y arrivera sera digne d'être le cuisinier de Neptune. Et c'est Bob qui par inadvertance va réussir cet exploit. Mais Neptune ne croit pas en les qualités de Bob et décide de l'affronter dans un concours gastronomique. - Invité : John O'Hurley (Neptune) - Note : Lorsque Neptune veut montrer dans un nuage diffuseur d'images son palais à Bob, il se trompe et lui montre un homme en train de se doucher. L'acteur est Tom Kenny, voix originale de Bob l'éponge. |     |                                                             |                                                                            |                                                                              |                    |                                                                                    |           |
| 20a | 20a | La Pause Hooky                                              | Edgar Larrazabal                                                           | Sherm Cohen, Vincent Waller et Merriwether Williams                          | 3 mars 2001        | 23 février 2002 (Télétoon+)19 novembre 2005 (Nickelodeon)                          | -         |
| Le Capitaine Krabs met en garde Bob l'éponge contre les hameçons, ces crochets qui attrapent les poissons de l'océan et les remontent à la surface. Mais Patrick emmène Bob autour des hameçons en lui assurant que c'est très amusant de monter dessus et qu'ils n'auront qu'à sauter une fois qu'ils sont près de toucher la surface. Bob cède alors et s'amuse jusqu'à ce que l'hameçon s'accroche à son pantalon. - Invités : John Lurie et Jim Jarmusch (les pêcheurs) |     |                                                             |                                                                            |                                                                              |                    |                                                                                    |           |
| 20b | 20b | Le Retour de l'Homme-Sirène Mermaid Man and Barnacle Boy II | Tom Yasumi                                                                 | Chuck Klein, Jay Lender et Doug Lawrence                                     | 3 mars 2001        | 23 février 2002 (Télétoon+)19 novembre 2005 (Nickelodeon)                          | -         |
| Grâce à sa reproduction grandeur nature de l'Homme-Sirène et du Bernard l'Ermite faite en pâté de crabe Bob a gagné le téléphone coquillage comme dans les aventures télévisuelles de ses héros favoris. Seulement le téléphone doit être utilisé lorsque quelqu'un est en danger et Bob va s'en servir pour tout et n'importe quoi ce qui va exaspérer l'Homme-Sirène et le Bernard l'Ermite. Ils décident alors de l'emmener avec eux en patrouille. - Invités : Ernest Borgnine (L'Homme-Sirène), Tim Conway (Bernard l'Hermite) et Charles Nelson Reilly (La Bulle géante) |     |                                                             |                                                                            |                                                                              |                    |                                                                                    |           |